# Giorgio Padoan
Giorgio Padoan (Venezia, 19 dicembre 1933 – Venezia, 29 aprile 1999) è stato un filologo e critico letterario italiano.

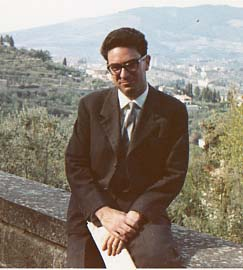
Giorgio Padoan a 29 anni

Professore ordinario di letteratura italiana presso l'Università Ca' Foscari di Venezia, è stato uno tra i più accreditati studiosi contemporanei di Dante, Boccaccio, Ruzante, Goldoni e della commedia rinascimentale, in specie veneta (esemplare l'edizione critica de La Venexiana).
Dotato di forte personalità, di indomita tempra intellettuale, di non comune rigore scientifico, per i suoi vastissimi interessi letterari è stato definito da Vittore Branca, suo maestro, l'ultimo degli italianisti.

## Carriera
Giorgio Padoan nacque a Venezia, da Giovanni e Antonietta Bressa, ultimo di tre fratelli, in un periodo di crisi economica per la sua famiglia. Suo padre, che era stato capitano degli Arditi nella prima guerra mondiale, decise di arruolarsi nel 1936 come volontario nella guerra di Etiopia. Congedato, fu assunto come impiegato presso l'Adriatica di Navigazione. La famiglia trascorse la seconda guerra mondiale a Venezia, tra mille difficoltà.
Fin dall'infanzia rivelò una grande propensione per gli studi e una passione per i romanzi di Emilio Salgari, i cui albi originali collezionò gelosamente fino ad ottenere la collezione completa delle prime edizioni. Il padre, vedendone le capacità, decise di farlo studiare e lo iscrisse al Liceo classico Marco Polo. Per ben tre anni consecutivi vinse la borsa di studio che l'Adriatica di Navigazione riservava all'allievo più brillante, figlio di un dipendente. Il premio comprendeva un viaggio a bordo di una nave della compagnia di navigazione. Visitò così la Grecia, la Turchia e l'Egitto. Questo fatto incise poi nella sua passione per i viaggi e i soggiorni all'estero.
Dopo aver sostenuto l'esame di maturità classica, si iscrisse alla facoltà di Lettere e Filosofia all'Università di Padova. La tubercolosi, i cui primi sintomi si erano già manifestati in maniera subdola in terza liceo, ma non erano stati riconosciuti in quanto tali, lo costrinse al ricovero in un sanatorio sulla riva del lago di Garda, dove trascorse circa un anno. Descrisse questa esperienza in un racconto incompiuto e inedito: Giorni d'estate, giorni d'inverno. In seguito alla malattia venne esonerato dal servizio militare. Guarito, ripresi gli studi, dapprima fu affascinato dalla storia del cinema (in particolare dal Neorealismo e da Sergej Michajlovič Ėjzenštejn). Allievo inizialmente di Diego Valeri, decise in seguito di laurearsi con un brillante professore da poco arrivato all'Università di Padova, Vittore Branca, ottenendo nel 1957 il massimo dei voti, la lode e la dignità di pubblicazione, discutendo la tesi Il commento del Boccaccio a Dante (relatore Vittore Branca, correlatori Gianfranco Folena e Diego Valeri). L'anno dopo, a 25 anni, ottenne una borsa di studio del governo francese per il perfezionamento degli studi a Parigi. Frequentò alla Sorbonne i corsi del prof. Paul Renucci, di cui ammirava le brillanti intuizioni su Dante e sulla cultura medievale italiana ed europea, e il Collège de France dove seguì le lezioni dei prof. André Pézard (grandissimo conoscitore della cultura antica e medievale, di cui divenne amico) e del prof. Pierre Courcelle.
Nel 1958-59 vinse la borsa di studio (primo classificato) per il perfezionamento degli studi a Padova e a Roma (dove seguì i corsi di Natalino Sapegno e frequentò Bruno Nardi) con i quali resterà in costanti rapporti di amicizia. Altri studiosi che contribuirono in maniera rilevante alla sua formazione di studioso, e con cui intrattenne rapporti di amicizia, furono Carlo Dionisotti, Giuseppe Billanovich e Augusto Campana. Percorse rapidamente tutte le tappe della carriera accademica: nel 1960 fu professore di ruolo di Materie Letterarie alla scuola media Giulio Cesare di Mestre (Venezia) e contemporaneamente assistente volontario presso la cattedra di Letteratura Italiana dell'Università di Padova. A partire dal 1961 fu chiamato da Vittore Branca a far parte della redazione della rivista Studi sul Boccaccio, a cui collaborò fino alla morte, come redattore e, dal 1963, come direttore. Nel 1962 si sposò con Lina Urban. Divenuto assistente straordinario e poi assistente di ruolo di Letteratura Italiana nella facoltà di Magistero a Padova nel 1963, lasciò l'insegnamento della scuola media per dedicarsi esclusivamente all'Università.
Nel 1964 conseguì la libera docenza in Letteratura Italiana. Professore incaricato di Lingua e Letteratura a Magistero (1964-1969) e di Filologia Dantesca a Lettere (1963-69), nel 1968 diede alle stampe l'edizione critica del De situ et forma aque et terre di Dante Alighieri e il commento ai canti I-VIII dell'Inferno. Lo stesso anno pubblicò il suo primo articolo su La Venexiana, celebre commedia cinquecentesca di autore anonimo, a cui, nel 1974 seguì una magistrale edizione: da allora ha conosciuto un revival, anche di rappresentazioni. Infatti, in seguito a una scommessa con Natalino Sapegno, si era impegnato non solo a studiarla, ma anche a trovarne l'autore: a questo primo articolo, seguirono a un anno di distanza, due lavori su Ruzante, inaugurando il periodo dei suoi studi sulla letteratura veneta e sul teatro, studi a cui si dedicherà per tutta la vita affiancandoli ai lavori su Dante e Boccaccio. Nel 1969 vinse il concorso di professore Aggregato di Italianistica e fu assunto presso la medesima facoltà di Lettere a Padova. Collaborò a varie voci dell'Enciclopedia Dantesca. Il 1970 fu un anno importante per la sua carriera. All'inizio dell'anno divenne professore incaricato di Filologia dantesca a Padova e poco dopo vinse la cattedra di Letteratura Umanistica, venendo chiamato a ricoprirla all'Università di Venezia. Ma a distanza di pochi mesi, nel giugno dello stesso anno, fu chiamato a coprire la cattedra di Letteratura Italiana appena istituita presso la stessa Facoltà di Lettere all'Università di Ca' Foscari. Due mesi dopo nacque la figlia Laura.
Proprio in quel 1970, con l'istituzione della nuova facoltà di Lettere, Venezia diveniva Università (prima era Istituto Universitario). Entrò subito a far parte dell'organo direttivo della Facoltà di Lettere e Filosofia, così composto: Giorgio Padoan (Letteratura Italiana), Piero Treves (Storia Antica), Gaetano Cozzi (Storia Moderna), Alberto Limentani (Filologia Romanza) e Emanuele Severino (Filosofia Teoretica), tutti studiosi di primissimo piano nella cultura non solo italiana. Dal 1970 al 1976 fu membro del Consiglio di Amministrazione dell'Università di Venezia e dal 1970 al 1982 fu direttore dell'Istituto di Filologia Moderna, da lui fondato. Qui lui, intellettuale di sinistra, uomo dal carattere passionale e non facile, affrontò frontalmente i problemi, tralasciando spesso la diplomazia (si era allora nel pieno della contestazione studentesca), impegnandosi fino all'estremo e scontrandosi con colleghi, studenti e sindacato. Nel frattempo continuava a scrivere libri ed articoli: nel 1975 uscì la fortunata e più volte ristampata Introduzione a Dante, il suo libro dal successo più commerciale, una accuratissima e dettagliatissima biografia di Dante Alighieri. Nel 1976 fu nominato Direttore della Scuola di Perfezionamento di Filologia Neolatina (1976-1982).
Nel 1977 uscì Il pio Enea, l'empio Ulisse. Si tratta di una raccolta di saggi danteschi fondamentali, per lo più risalenti agli anni Sessanta, dedicata a Bruno Nardi. Fu il suo libro più "ideologico". In esso si occupava della paternità dell'Epistola a Cangrande, dove, pur partendo dalle premesse del suo maestro Nardi, se ne distaccava, affermando, in aperto contrasto con lui, l'autenticità anche della seconda parte della Lettera. E partendo dalle premesse del Nardi, sviluppate con originalità, ne difendeva (all'interno dell'ambiente dei filologi danteschi dell'epoca, un ambiente certamente non ben disposto), la tesi che riguardava il modo in cui l'autore aveva presentato l'eccezionale viaggio descritto nel suo poema: Dante avrebbe cioè voluto rappresentare la sua esperienza come realmente avvenuta e non come finzione letteraria. La Commedia sarebbe di conseguenza per Dante profeta il terzo grande libro della storia dell'umanità, a fianco della Bibbia e dell'Eneide. E in questa chiave veniva esaminato il legame tra l'Eneide e la Divina Commedia. Se l'interpretazione "profetica" della Divina Commedia è rimasta tutto sommato minoritaria e non ha avuto molti seguaci, il confronto con il capolavoro virgiliano, continua ad essere uno strumento privilegiato di accesso all'opera dantesca in particolare per il dantismo anglo-americano. Inoltre si avvalse in maniera sistematica dei commenti antichi della Commedia. Questa pratica, attualmente comune nella miglior saggistica dantesca, era all'epoca assai poco utilizzata, con l'eccezione di Natalino Sapegno.
Inoltre Giorgio Padoan è da annoverare anche tra i dantisti che più hanno favorito e promosso la ripresa d'interesse per i commenti danteschi antichi, molti dei quali all'epoca ancora manoscritti o leggibili in condizioni filologicamente non accettabili.
L'anno successivo, nel 1978 esce Il Boccaccio, le Muse, il Parnaso e l'Arno. Il volume, dedicato al suo maestro Vittore Branca, raccoglie il frutto della sua ventennale attività di studioso di Boccaccio, esaminando l'orizzonte sociale e culturale dell'autore del Decameron in un'analisi tesa a disincrostare gli stereotipi divulgati dall'autore stesso. Nello stesso anno, esce il volume Momenti del Rinascimento Veneto, dedicato a Carlo Dionisotti, in cui raccoglie i lavori usciti dal 1967 al 1976, nel pieno ciclone del movimento del Sessantotto, sul teatro rinascimentale, (La Venexiana, Ruzante, La Mandragola, la Catinia) a cui vengono aggiunti due saggi sul pittore Tiziano Vecellio.
Nel 1981, a Venezia, fondò il Centro di Studi Veneti (di cui è stato direttore fino al 1999), che, nel 1983 divenne interuniversitario, perché alla sede veneziana si associò quella padovana; seguirono le adesioni di Verona, Trento, Udine, Trieste. Il Centro venne ospitato, fuori dell'Università, presso Istituto Veneto di Scienze Lettere ed Arti, con sede in Palazzo Loredan in campo S.Stefano. Inoltre, per suo interessamento, sorse, all'interno del Centro di Studi Veneti, l'ADREV, l'Archivio sulla Documentazione e la Ricerca sull'Emigrazione Veneta, che promuove e coordina tuttora tutti i progetti di ricerca e le iniziative culturali vicine al tema dell'emigrazione veneta, nonché una serie di iniziative editoriali a carattere divulgativo. In quello stesso 1981, con una broncopolmonite e subdole coliche renali, ebbe inizio un lungo periodo di malattia: ricoverato in ospedale, gli vennero diagnosticate insufficienza renale e pressione alta e gli venne consigliato di svolgere una vita più tranquilla.
In seguito a quella malattia nel 1982 lasciò alcune cariche: quella di Direttore dell'Istituto di Filologia Moderna e la direzione della Scuola di Perfezionamento Neolatina; ma subito dopo, da finto sano, ne ricoprì di nuovi, accettando l'incarico di Coordinatore della Scuola di Dottorato in Italianistica a Padova e a Venezia, incarico che ricoprì fino al 1995. Nel 1982 tenne un lungo giro di conferenze in Brasile ed Argentina. Derubato durante il viaggio di ogni suo bene, tornò, quattro giorni dopo il ritorno previsto, privo di occhiali, senza orologio, vestito con abiti non suoi e con la barba lunga (perché senza rasoio), con foglio di via (perché privo di documenti), ma armato di arco e frecce (regalo per la figlia Laura), acquistati in Amazzonia e unico bene che i ladri avevano disdegnato. Nello stesso anno uscì La commedia rinascimentale Veneta, che propone e completa i risultati di ricerche precedenti. Si tratta di una monumentale, ricchissima, documentatissima, particolareggiata storia del teatro veneto, organizzata come un manuale in prospettiva diacronica, che utilizza per lo più fonti di prima mano. In essa non vengono esaminati i soli testi letterari, ma ricostruita l'intera vita teatrale della Venezia cinquecentesca nel suo insieme: date luoghi, attori e circostanze delle recite.
Nel 1983 divenne Prorettore dell'Università di Venezia per le attività culturali e le relazioni internazionali (che ricoprì fino al 1988) e nello stesso anno fondò la rivista Quaderni Veneti di cui sarà direttore fino alla morte, cui seguirono la direzione delle riviste Biblioteca Veneta (1983-99) e Testi e Studi Umanistici (1983-99). In quel periodo entrò a far parte del comitato del Teatro Goldoni. Sempre nel 1983 scrisse il suo primo articolo su Carlo Goldoni, inaugurando un altro di quelli che saranno i suoi filoni più fecondi. Parte degli articoli su Goldoni è stata raccolta e pubblicata in Putti, Zanni e Rusteghi, uscito postumo nel 2001.
Il suo interesse per le relazioni internazionali, che si era manifestato già partire dalla fine degli anni '70, ben prima che si formassero i progetti Erasmus, con una serie di convenzioni con Università di altri paesi, che permettevano agli allievi di studiare all'estero vedendosi riconosciuti gli esami, si intensificò ancora di più dopo aver ricevuto l'incarico di Prorettore.
Intrattenne numerosissimi rapporti internazionali con italianisti di tutto il mondo e trascorse frequenti periodi di insegnamento in università italiane e soprattutto straniere (europee e americane). Tenne lezioni e conferenze in numerose Università tra le quali Boston, Budapest, Chicago, Los Angeles, Losanna, Marburgo, Montréal, Mosca, New York, Parigi, San Francisco, Warwick, Zurigo.
Nel 1984-85 fu ricoverato più volte in ospedale per infarto, dovuto anche allo stress in cui viveva. La situazione cardiologica peggiorò rapidamente (dovettero installargli tre by-pass), accompagnata da un contemporaneo aggravarsi della situazione renale, ma non compromise la sua fervida attività.
Aveva una capacità di lavoro impressionante. Studioso infaticabile, ricco di una vitalità straordinaria, così lo ricorda Francesco Bruni: "Era del suo temperamento la predilezione per una letteratura nutrita di idee forti e di passioni sanguigne, per una letteratura realistica, da intendere anche rapportandola in modo circostanziato alle vicende storiche e alle tendenze sociali". E al tempo stesso aveva una capacità vulcanica di redattore: scrivere, organizzare materiali, correggere testi propri e revisionarne di altrui, seguendo contemporaneamente uno, due, tre libri o decine di articoli diversi: oltre ovviamente agli impegni accademici, ai viaggi all'estero e all'insegnamento. E quanti hanno avuto la fortuna di assistere alle sue lezioni sanno quanta cura riponesse nel prepararle e quanto entusiasmo fosse in grado di infondere ai suoi studenti. Era un oratore trascinante e, durante le lezioni, amava recitare i testi degli autori che prediligeva, in particolar modo Dante e Ruzante. Assai dotato come attore, più di una volta gli fu proposto di registrare le sue letture, progetto che purtroppo non andò mai a buon fine. Pari cura metteva nel seguire le tesi dei suoi studenti, che amava ricevere a casa sua e i cui progressi seguiva molto da vicino.
Sono di questi anni interessanti incursioni su Pirandello, Riccardo Selvatico, Maffio Venier, Senso di Luchino Visconti. Negli ultimi anni ottanta aveva intensificato le relazioni con la Sorbona di Parigi, tenendo conferenze e cicli di lezioni, tra cui quattro corsi su Dante, Boccaccio, il giovane Foscolo e la Commedia italiana del Rinascimento. Nel 1989-91 tenne corsi regolari di Letteratura (ogni lunedì) presso l'Università Paris-Sorbonne come Enseignant Invité, (parallelamente alle lezioni all'Università di Venezia). Nel 1989 uscì Sulla relazione cinquecentesca dei viaggi nord atlantici di Nicolò e Antonio Zen (1383-1403), il suo primo articolo dedicato ai viaggiatori (se si esclude un giovanile lavoro boccacciano), inaugurando così un nuovo filone, che benché minoritario rispetto agli altri proseguì per tutta la vita.
Nel 1990 ottenne il Premio del Ministero per i Beni Culturali e Ambientali - Accademia dei Lincei, per la Filologia e Linguistica. A questo proposito c'è un simpatico aneddoto. Coloro che hanno conosciuto Padoan ne ricorderanno certamente l'abbigliamento inelegante ma formale (in tutta la sua vita non indossò mai un paio di jeans), le camicie vivaci (su cui spiccava l'immancabile cravatta), la noncuranza nel vestire che lo aveva portato a scoprire (dopo circa un mese che si lamentava di essere diventato zoppo!) di aver perduto il tacco di una delle scarpe. Giunto a Roma Termini in una giornata torrida, sudato e con la giacca sul braccio, chiese al tassista di essere portato in via della Lungara, dove doveva ricevere il premio. Dopo vari giri il tassista si fermò in una strada stretta e gli chiese se gli andava bene entrare dalla porta di servizio. Padoan protestò, alzò gli occhi e poi capì di essere stato portato non all'ingresso dell'Accademia dei Lincei, bensì alla porta di servizio di Regina Coeli!
Dal 1991 divenne Direttore della rivista Atti e inchieste di Quaderni Veneti. Nel 1991-92, pur essendosi aggravata la sua malattia, si recò per l'ultima volta negli Stati Uniti come visitig professor. Nel 1992-93, prese il congedo sabbatico, consapevole che presto sarebbe finito in emodialisi, cosa che avvenne nell'agosto del 1992 e che ne compromise gravemente la mobilità. Ciò non gli impedì di tenere un nuovo corso alla Sorbona nell'anno accademico 1993-94 sulla storia del cinema italiano, continuando a tenere regolarmente lezione all'Università di Venezia. L'anno successivo, dovette, a malincuore, rinunciare: le dialisi erano passate da due a tre alla settimana, rendendo obbligatoria una eventuale dialisi in Francia e, di fatto, impraticabile la spola Venezia- Parigi. L'emodialisi limitò la sua mobilità ma non ne diminuì la capacità di lavoro.
Gli ultimi anni di Giorgio Padoan sono caratterizzati da un ritorno ai temi e agli scrittori della gioventù: nel 1993 esce Il lungo cammino del "poema sacro", in cui raccoglie gli studi ai quali si era dedicato dalla fine degli anni Settanta agli anni Ottanta, opera fondamentale dove prende in esame la genesi e la composizione della Divina Commedia, di cui suppone una pubblicazione a blocchi da parte di Dante Alighieri, con prese di posizione originali e stimolanti con la proposta di nuove date sulla composizione e la pubblicazione del poema che si discostano notevolmente dalla datazione tradizionale, dando dell'autore un'immagine completamente rinnovata, un Dante più umano le cui posizioni e giudizi non sono stabiliti una volta per sempre, ma si evolvono sotto la pressione di eventi politici e vicende personali.
Il 27 aprile 1994, attorniato dall'affetto dei suoi allievi, festeggiò i suoi 60 anni - compiuti il 19 dicembre 1993 - e i 35 anni di insegnamento universitario: per l'occasione fu pubblicata una miscellanea in suo onore che riportava per la prima volta la sua bibliografia. Lo stesso anno, uscì Rinascimento in controluce. Si tratta di un corposo volume che raccoglie 15 saggi composti per lo più negli anni '80 e inizio '90, in cui affianca autori della commedia veneta (La Venexiana, Ruzante, Andrea Calmo) a scrittori toscani (Niccolò Machiavelli, Bernardo Dovizi detto Il Bibbiena, Ludovico Ariosto) senza tralasciare il mondo della pittura e della scienza (Leonardo, Giorgione, Tiziano). Sempre nel 1994 fondò la collana Problemi di critica Goldoniana, di cui resterà direttore fino alla morte. È di questo anno l'unico articolo su Salgari, in cui tornò all'autore amato della sua gioventù.
Gli anni dal 1996 al 1999 portarono a un ulteriore aggravamento del suo stato di salute. Ai sempre più frequenti ricoveri (arrivò a definirsi un "vivente precario", reagì tuffandosi ancora di più nel lavoro, ricevendo colleghi e studenti in rianimazione e correggendo bozze nel letto di ospedale quasi fosse il suo studio. Gli ultimi anni segnano una produzione -se possibile- ancora più intensa, con un prepotente ritorno ai temi della gioventù: mentre gli studi danteschi hanno un carattere di testamento per così dire spirituale, in cui riafferma e perfeziona le posizioni di tutta una vita, gli studi boccacciani sono caratterizzati da una notevole sperimentazione. Questi ultimi lavori, che, nelle intenzioni dell'autore, avrebbero dovuto confluire in due volumi, uno dedicato a Dante e l'altro al Boccaccio, rimasti mutili per la scomparsa dell'autore, sono stati pubblicati nel volume Ultimi studi di filologia dantesca e boccacciana, uscito postumo(nel 2001) a cura di Aldo Maria Costantini.
Nel gennaio 1996 venne sottoposto a trapianto renale. L'operazione, riuscita perfettamente, provocò in seguito una serie di complicazioni, in quanto la cicatrice si infettò. Più volte in fin di vita, fu ricoverato per quattro mesi. Seguirono sempre più frequenti ricoveri, in quanto il quadro cardiologico si complicò (si cominciò a parlare della possibilità di effettuare anche un trapianto cardiaco). Nello stesso anno uscì l'Avventura della Commedia Rinascimentale, un lavoro fondamentale in cui prende in esame magistralmente tutti i testi della commedia rinascimentale italiana.
Ma nel 1997 anche il rene trapiantato cominciò a dare problemi. In quello stesso anno uscì l'edizione del Sior Todero brontolon di Carlo Goldoni, uno dei suoi lavori filologicamente più attrezzati. Sorsero in seguito altre complicazioni (un cancro all'orecchio, cataratte, problemi al fegato e un principio di diabete). Nel settembre del 1998 si recò ad Anagni al suo ultimo convegno. Nel novembre 1998 gli venne installato un pacemaker. Fino all'ultimo, per quanto gravato da tutte queste malattie, continuò regolarmente a far lezione, a proseguire i suoi studi e a pubblicare i suoi articoli, i cui fogli dattiloscritti (non volle mai saperne di usare il computer), sottili, con pagine intercalate alle altre, con mille rimandi, pieni di annotazioni in ogni margine e in ogni interlinea di aggiunte, glosse, spostamenti nella sua grafia minuta, erano l'incubo di tutti gli editori.
Morì improvvisamente la mattina del 29 aprile 1999, nella sua casa, dopo aver detto che era una bella giornata e che stava bene, mentre stava preparando gli appunti da portare alla Biblioteca Marciana. La sera prima aveva tenuto una lezione sul Sior Todero brontolon di Goldoni su invito del regista Arnaldo Momo.

## Attività

### Direttore di riviste
- Quaderni Veneti (Ravenna, Longo, 1983-99)
- Problemi di Critica goldoniana (Ravenna, Longo, 1994-99)
- Condirettore con Vittore Branca, dopo esserne stato redattore per i primi nove numeri di Studi sul Boccaccio (Firenze, Sansoni, poi Le Lettere, 1963-99)

### Direttore di collane
- Biblioteca Veneta (Padova, Antenore, 1983-99)
- Testi e Studi Umanistici (Ravenna, Longo, 1983-99)
- Condirettore con Manlio Pastore Stocchi di Atti e Inchieste di Quaderni Veneti (Ravenna, Longo 1991-99)

## Opere
Una bibliografia completa di tutti gli scritti di Giorgio Padoan fino al 1996 si può trovare in Notizia biografica-bibliografica degli scritti di G. Padoan. 1958-1996. A cura di E. Lippi. In Tra commediografi e letterati.Rinascimento e Settecento veneziano. Scritti per Giorgio Padoan, a cura di T. Agostini- E. Lippi, Ravenna, Longo, 1997, p. 2 e 3-24. Una versione corretta, ampliata e aggiornata della stessa bibliografia (fino al 2001) e comprendente anche recensioni e necrologi si trova in Bibliografia degli scritti di Giorgio Padoan, a cura di Emilio Lippi, in Quaderni veneti 33, Ravenna, Longo, 2001, pp. 173–206.
Si riporta pertanto solo la bibliografia essenziale e quella posteriore al 2001, nonché alcune opere non riportate nella bibliografia di Emilio Lippi:
- L'ultima opera di Giovanni Boccaccio. le "Esposizioni sopra il Dante", Padova, Cedam 1959.
- Mondo aristocratico e mondo comunale nell'ideologia e nell'arte di Giovanni Boccaccio, in Studi sul Boccaccio, II, 1964, pp. 81–216.
- G BOCCACCIO, Esposizioni sopra la Comedìa di Dante, a c. di G. Padoan, in Tutte le opere di Giovanni Boccaccio, a c. di V. Branca, vol VI, Milano, Mondadori, 1965 (riedito negli "Oscar classici", 1994).
- Dante e la cultura Veneta. Atti del convegno di studi (Venezia, Padova, Verona) 30 marzo- 5 aprile 1967, a cura di Vittore Branca e Giorgio Padoan, Firenze, Olschki, 1967.
- DANTE ALIGHIERI, De situ et forma aque et terre, a c. di G. Padoan, Firenze, Le Monnier, 1968.
- La Venexiana. Commedia di anonimo veneziano del Cinquecento. Testo critico, tradotto e annotato a cura di G. Padoan, Padova, Antenore, 1974.
- Introduzione a Dante, Firenze, Sansoni, 1975, (2° ed 1981, 3ª ed. 1985, 4ª ed. 1990, 5ª ed. 1995).
- Petrarca, Venezia e il Veneto, a cura di Giorgio Padoan, Firenze, Olschki, 1976.
- Il pio Enea l'empio Ulisse. Tradizione classica e intendimento medievale in Dante, Ravenna, Longo, 1977, (rist. ivi, 1987).
- Il Boccaccio, le Muse, il Parnaso e l'Arno, Firenze, Olschki, 1978.
- Momenti del rinascimento veneto, Padova, Antenore, 1978.
- Boccaccio, Venezia e il Veneto, a cura di Vittorio Branca e Giorgio Padoan, Firenze, Olschki, 1979.
- A. BEOLCO IL RUZANTE, III. I Dialoghi - La Seconda Oratione - I Prologhi alla Moschetta. Testo critico, tradotto ed annotato, a cura di G. Padoan, Padova, Antenore, 1981.
- La commedia rinascimentale veneta (1433-1565), Vicenza, Neri Pozza, 1982.
- Maffio Venier, Tre liriche: I. Do donne me se drio quasi ogni dì; II. Amor, son co’ xe un can da scoassera; III. M’ho consuma aspettandote, ben mio, in Quaderni veneti, I (1985), pp. 7-30.
- Sulla relazione cinquecentesca dei viaggi nord-atlantici di Nicolò e Antonio Zen (1383-1403), in "Quaderni Veneti", 9, 1989, pp. 7–104.
- Il lungo cammino del poema sacro. Studi danteschi, Firenze, Olscki, 1993.
- GIOVANNI BOCCACCIO, Corbaccio, a c. di G. Padoan, in Tutte le opere di Giovanni Boccaccio, a c. di Vittore Branca, vol V/2, Milano, Mondadori, 1994.
- Rinascimento in controluce: Poeti, pittori, cortigiane e teatranti sul palcoscenico rinascimentale, Ravenna, Longo, 1994.
- L'avventura della commedia rinascimentale, Padova, Piccin Nuova Libraria, 1996.
- CARLO GOLDONI, Sior Todero brontolon, a c. di G. Padoan, Venezia, Marsilio, 1997.
- Putte, Zanni, Rusteghi. Scena e testo della commedia goldoniana, a Cura di Ilaria Crotti, Gilberto Pizzamiglio, Piermario Vescovo, Ravenna, Longo, 2001.
- Ultimi studi di filologia dantesca e boccacciana, a c. di A.M. Costantini, Longo, Ravenna, 2002.
- Ricordo di Giorgio Padoan, a c. di Gino Belloni, Il Poligrafo, Padova, 2003.
- Il teatro in storia letteraria d'Italia. Il Cinquecento, tomo I, cap.VI, a c. di G. da Pozzo, Piccin Nuova Libraria, casa editrice dr. Francesco Vallardi, Padova, 2006, pp. 487–643.